# Agrias modulata
Agrias modulata är en fjärilsart som beskrevs av Peter William Michael 1931. Agrias modulata ingår i släktet Agrias och familjen praktfjärilar. Inga underarter finns listade i Catalogue of Life.